# God of War (film)
Pour plus de détails, voir Fiche technique et Distribution.
God of War (荡寇风云, Dàng Kòu Fēng Yún) est un film hongkongais réalisé par Gordon Chan, sorti en 2013.

## Synopsis
En 1557, les pirates japonais Wakō pillent des villages côtiers chinois. Les généraux Yu Dayou et Qi Jiguang doivent mettre au point une stratégie pour combattre ces pirates.

## Fiche technique
- Titre original : 荡寇风云, Dàng Kòu Fēng Yún
- Titre français : God of War
- Réalisation : Gordon Chan
- Scénario : Frankie Tam et Maria Wong
- Photographie : Takuro Ishizaka
- Montage : Chan Ki-hop
- Musique : Shigeru Umebayashi
- Pays d'origine : Hong Kong
- Format : Couleurs - 35 mm - 2,35:1 - Dolby Digital
- Genre : action, historique
- Durée : 128 minutes
- Dates de sortie :
  -  Chine : 27 mai 2017
  -  Hong Kong : 29 juin 2017

## Distribution
- Zhao Wenzhuo : général Qi Jiguang
- Sammo Hung : général Yu Dayou
- Wan Qian : madame Qi
- Keisuke Koide : seigneur Yamagawa
- Yasuaki Kurata : commandant Kumasawa